# 寺西忠成
寺西 忠成（てらにし ただしげ、1926年4月25日 - 1999年1月14日）は、広島県広島市出身の元サッカー選手・サッカー指導者。元八幡製鉄サッカー部監督、東福岡高等学校コーチ。

## 経歴・人物
広島一中（現広島県立国泰寺高校）から広島高等師範学校（現広島大学）を経て1949年、当時サッカー不毛の地といわれていた九州の八幡製鉄サッカー部に入団。まだ発足二年目の八幡製鉄サッカー部は同好会レベルで、企業内スポーツ部がまだレクリエーションとしか見られていなかった時代、引き抜きや本社転勤話を断り、無名だったチームの主力フォワード（FW）として活躍した。入社二年目の1951年監督就任。同年日本代表候補となるが、社用が忙しくなり合宿に参加できず、この年インド・ニューデリーで第1回が行われたアジア競技大会には出場出来なかった。1956年、九州のチームとして初めて天皇杯全日本サッカー選手権大会決勝に導く。選手・監督時代を通じ広島出身の高卒選手を勧誘して鍛え上げチームを強化。渡辺正、宮本輝紀、富沢清司、上久雄ら全日本選手（日本代表選手）を育て、また距離的に近かった東洋工業（現サンフレッチェ広島）や関西のチームと練習試合を重ね強豪チームに育て上げた。1964年には九州のチームとして初めて天皇杯を制覇するなど、当時の全国タイトル・全日本実業団選手権、全国都市対抗でも優勝に導いた。寺西自らも酒豪でチームは荒っぽい広島弁が飛び交う野武士集団だったといわれるが、反面、寺西は日本にまだサッカーの技術書など無い時代、丸善で外国のサッカー指導書を買い込み、最新理論を分析する戦術研究での先駆者だったともいわれる。英語に堪能だったらしいが「写真の多いのがいいんだ」と言っていたという証言もある。
1965年に発足された日本サッカーリーグ(JSL)でも東洋工業や古河電工（現ジェフ千葉）と並ぶ優勝候補といわれたが2年連続2位に甘んじた。八幡は社業の悪化で、JSL発足直後から新人補強で苦戦。1967年には登録選手が寺西を含む19人にもなって、その後もライバルチームとの差が開きチームとしてのタイトル獲得はならなかった。
「天知る 地知る 我知る」を座右の銘としストイックな生き方を信条とした。低迷が続いた母校・国泰寺高校のコーチも務めた他、呼ばれればどこでも女子サッカーの指導も引き受けた。60歳を越え既に一線を退いていた1989年、当時どん底だった東福岡高等学校に請われて無償でコーチに就任。志波芳則監督との二人三脚でチームを10年間指導。「天下を取る」が口癖で、左右のどちらの足にパスを出すか、など極めて高いレベルのプレーを要求、精度の高い基本プレーを繰り返させ県大会を勝ち抜くのに苦戦していたチームを1997年、史上初の高校三冠（インターハイ、全日本ユース選手権、高校選手権）に導いた。週に1-2回程度ではあるものの、毎回北九州市の自宅から車を運転し同校に通っていたが、晩年には同校の中心選手で同じく北九州市から通っていた本山雅志に目をかけ、必ず助手席に乗せ、運転中「サッカーの話ばっかりして」いたという。
1998年暮れ悪性腫瘍で闘病中も苦痛に耐えアドバイスをファクスで送り続けた。1999年1月、チームの選手権二連覇を見届け急性心不全で死去した。

## 個人成績
| 国内大会個人成績 | 国内大会個人成績 | 国内大会個人成績 | 国内大会個人成績 | 国内大会個人成績 | 国内大会個人成績 | 国内大会個人成績 | 国内大会個人成績 | 国内大会個人成績 | 国内大会個人成績 | 国内大会個人成績 | 国内大会個人成績 |
| 年度             | クラブ           | 背番号           | リーグ           | リーグ戦         | リーグ戦         | リーグ杯         | リーグ杯         | オープン杯       | オープン杯       | 期間通算         | 期間通算         |
| 年度             | クラブ           | 背番号           | リーグ           | 出場             | 得点             | 出場             | 得点             | 出場             | 得点             | 出場             | 得点             |
| 日本             | 日本             | 日本             | 日本             | リーグ戦         | リーグ戦         | -                | -                | 天皇杯           | 天皇杯           | 期間通算         | 期間通算         |
| ---------------- | ---------------- | ---------------- | ---------------- | ---------------- | ---------------- | ---------------- | ---------------- | ---------------- | ---------------- | ---------------- | ---------------- |
| 1965             | 八幡             |                  | JSL              | 0                | 0                | -                | -                |                  |                  |                  |                  |
| 1966             | 八幡             |                  | JSL              | 0                | 0                | -                | -                |                  |                  |                  |                  |
| 1967             | 八幡             |                  | JSL              | 0                | 0                | -                | -                |                  |                  |                  |                  |
| 1968             | 八幡             |                  | JSL              | 0                | 0                | -                | -                |                  |                  |                  |                  |
| 1969             | 八幡             |                  | JSL              | 0                | 0                | -                | -                |                  |                  |                  |                  |
| 通算             | 日本             | 日本             | JSL              | 0                | 0                | -                | -                |                  |                  |                  |                  |
| 総通算           | 総通算           | 総通算           | 総通算           | 0                | 0                | -                | -                |                  |                  |                  |                  |

## 監督成績
| 年度 | 所属 | クラブ | リーグ戦 | リーグ戦 | リーグ戦 | リーグ戦 | リーグ戦 | リーグ戦 | カップ戦 | カップ戦 |
| 年度 | 所属 | クラブ | 順位     | 試合     | 勝点     | 勝利     | 引分     | 敗戦     | リーグ杯 | 天皇杯   |
| ---- | ---- | ------ | -------- | -------- | -------- | -------- | -------- | -------- | -------- | -------- |
| 1965 | JSL  | 八幡   | 準優勝   | 14       | 24       | 11       | 2        | 1        | -        | 準優勝   |
| 1966 | JSL  | 八幡   | 準優勝   | 14       | 21       | 10       | 1        | 3        | -        | 準決勝   |
| 1967 | JSL  | 八幡   | 4位      | 14       | 18       | 8        | 2        | 4        | -        | 出場辞退 |
| 1968 | JSL  | 八幡   | 4位      | 14       | 17       | 7        | 3        | 4        | -        | 準決勝   |